# Ratusz w Lesznie
Ratusz w Lesznie – barokowa, trzykondygnacyjna budowla z wysoką smukłą wieżą, siedziba władz Leszna.

## Historia
Pierwszy ratusz w Lesznie został wybudowany w latach 1637–1639. Strawił go pożar w 1656. Odbudowa nastąpiła w 1660 pod kierownictwem Marcina Woydy, ale budynek ponownie spłonął w 1707, w czasie wojny północnej.
Istniejący budynek pochodzi z lat 1707–1708 albo 1709, a jego architektem był włoski architekt Pompeo Ferrari, sprowadzony przez starostę wielkopolskiego Rafała Leszczyńskiego. Podlegał kilkukrotnym przebudowom (1767, 1786, 1817, 1906). W 2020 przeprowadzono remont elewacji i przyziemia ze zmianą barw.

## Architektura
Ratusz w Lesznie jest zbudowany na planie prostokąta i liczy trzy kondygnacje. Narożniki bryły podkreślają podwójne kolumny w porządku kompozytowym. Nad wejściem dominuje czworoboczna wieża z tarczami zegarowymi, zwieńczona tarasem widokowym i ośmioboczną wieżyczką z blaszanym hełmem i podwójną kopułą.
Ponad portalem wejściowym umieszczono kartusz herbowy Sułkowskich Sulima (1738) oraz Iusticię – personifikacja prawa i sprawiedliwości, która w prawej ręce trzyma miecz, a w lewej wagę. Na fasadzie umieszczono także liczne tablice pamiątkowe, m.in. wmurowana z okazji 300-lecia urodzin króla Stanisława Leszczyńskiego, tablica upamiętniająca 400-lecie miasta oraz poświęcona żołnierzom garnizonu Leszno, broniącym miasta w 1939. W niektórych salach zachowały się sklepienia kolebkowe z lunetami.